# Pierre Bazzo
Pour les articles homonymes, voir Bazzo.
Pierre Bazzo est un coureur cycliste français né le 17 janvier 1954 à Bourg-sur-Gironde.

## Biographie
Pierre Bazzo est originaire de Bourg, dans le département de la Gironde. Il court au SC Nord Blayais puis au CC Saint-Médard chez les amateurs. Lors de la saison 1976, il se distingue en remportant Paris-Connerré et une étape du Tour de l'Avenir.
Professionnel de 1977 à 1985, il remporte notamment le Grand Prix de Plouay en 1983. Durant sa carrière, il est un coéquipier de Lucien Van Impe et de Joop Zoetemelk. Il compte trois deuxième place d'étapes sur le Tour de France (une en 1980 et deux en 1981). 
Sur le Tour de France 1983, il subit un contrôle antidopage positif à une substance interdite lors de la septième étape. En conséquence, il écope d'une pénalité de dix minutes,.
Après sa carrière, il devient directeur sportif dans l'équipe Fagor. À la disparition de l'équipe Fagor, il s'associe pour ouvrir un magasin de cycles dans la région de Bordeaux. En désaccord, il quitte ce magasin et devient responsable des sports dans une commune de la région bordelaise.

## Palmarès

### Palmarès amateur
- Amateur
  - 1975-1976 : 16 victoires
- 1976
  - 8e étape du Tour de l'Avenir
  - Tour des Pyrénées
  - Paris-Connerré
  - 3e de Paris-Bagnoles-de-l'Orne

### Palmarès professionnel
| - 1978 - 3e étape du Tour du Vaucluse - 2e du Grand Prix de Plumelec - 1979 - Grand Prix de Mauléon-Moulins - 2e du Tour du Limousin - 10e de Paris-Nice - 1980 - 4e étape de Paris-Nice - 5e de Liège-Bastogne-Liège - 9e du Tour de France - 1981 - 2e du Circuit du Sud-Est - 4e de Paris-Nice - 1982 - 6e étape de Paris-Nice - Grand Prix de Mauléon-Moulins - Boucles des Flandres - 4e du Critérium du Dauphiné libéré | - 1983 - Tour de Vendée - 2e étape du Tour de France (contre-la-montre par équipes) - Route du Berry - Grand Prix de Plouay - 2e du Tour du Limousin - 1984 - Grand Prix de Plumelec - 2e du Grand Prix de Cannes - 2e du Grand Prix de Fourmies - 3e de Bordeaux-Paris - 6e des Quatre Jours de Dunkerque - 1985 - 6e étape du Critérium du Dauphiné libéré - 2e du Circuit des genêts verts - 3e du Grand Prix d'Antibes - 3e du Grand Prix de Peymeinade - 3e du Critérium du Dauphiné libéré |  |

## Résultats sur les grands tours

### Tour de France
9 participations
- 1977 : abandon (10e étape)
- 1978 : 21e
- 1979 : 33e
- 1980 : 9e
- 1981 : 31e
- 1982 : 39e
- 1983 : 21e, vainqueur de la 2e étape (contre-la-montre par équipes)
- 1984 : abandon (11e étape)
- 1985 : 21e

### Tour d'Espagne
1 participation
- 1985 : 15e